# 克留萊尼區
克留萊尼區 （羅馬尼亞語：Criuleni）是摩爾多瓦中部的一個區，東鄰烏克蘭，面積688平方公里，首府克留萊尼。2004年人口72,254人，當中大部分是摩爾多瓦人（92.8％），其次是烏克蘭人（3.7％）、羅馬尼亞人（1.6％）和俄羅斯人（1.4％）。